# نیکو ترترلا
نیکو ترترلا (انگلیسی: Nico Tortorella؛ زادهٔ ۳۰ ژوئیهٔ ۱۹۸۸) هنرپیشه، مدل اهل ایالات متحده آمریکا است. وی از سال ۲۰۰۹ میلادی تاکنون مشغول فعالیت بوده‌است.
از فیلم‌ها یا برنامه‌های تلویزیونی که وی در آن نقش داشته‌است می‌توان به تعدی، جیغ ۴، پیروی، دوازده، توماس عجیب و جوان‌تر اشاره کرد.